# Mariateresa Fumagalli Beonio Brocchieri
Mariateresa Fumagalli Beonio Brocchieri (Milano, 12 giugno 1933) è una storica della filosofia italiana.

## Biografia
Dopo aver conseguito la libera docenza in Storia della filosofia, è divenuta professore ordinario di Storia della filosofia medievale all'Università degli Studi di Milano dal 1980 al 2008.
Ha fondato la collana Quodlibet, nella quale sono stati pubblicati diciassette volumi tra il 1986 e il 2009 con l'editore bergamasco Lubrina e di cui è stata condirettore insieme con i medievisti Luca Bianchi e Massimo Parodi.
È stata professore invitato all'Università della Pennsylvania, all'Università di Buenos Aires e all'Università Ebraica di Gerusalemme.
Fino al dicembre 2017 è stata membro della direzione della Rivista di Storia della Filosofia fondata dal suo maestro Mario Dal Pra.
Ha collaborato, dal 1988 al 2003, all'inserto culturale del quotidiano nazionale Il Sole 24 Ore.
È stata condirettore della Collana di Storia della Filosofia (FrancoAngeli, Milano), condirettore di Doctor Virtualis, Rivista online e su carta di Storia della filosofia medievale, e membro del comitato scientifico della rivista Nuova Civiltà delle Macchine.
Durante la sua carriera accademica e scientifica, ha pubblicato decine di saggi, occupandosi in prevalenza di storia della filosofia medievale, di pensiero politico medievale, della presenza femminile nel panorama intellettuale del medioevo e di figure di spicco quali Abelardo, Wyclif, Ildegarda di Bingen e Federico II di Svevia. Nelle sue opere ha saputo coniugare precisione scientifica e intento divulgativo, ottenendo il favore sia del mondo accademico sia del grande pubblico dei lettori.
Con Massimo Parodi ha scritto una Storia della filosofia medievale, rappresentazione logica e completa del pensiero filosofico medievale. Quest'opera, redatta sulla base di uno studio delle fonti e della letteratura più recente, dimostra in modo convincente la continuità e la complessità della filosofia medievale, strettamente correlata alla teologia. In questo saggio Mariateresa Beonio Brocchieri e Massimo Parodi preferiscono presentare con particolare attenzione alcuni importanti filosofi e alcune delle questioni teoriche più rilevanti, cercando di descrivere in modo equilibrato i dibattiti logici, gnoseologici, metafisici e scientifici che stavano cominciando a svilupparsi nel contesto delle università medievali in tutta Europa.

## Progetti di ricerca

### Progetti di ricerca interuniversitari (ex 40%)
- 1990-1993: coordinatore nazionale del progetto di ricerca su "Rapporti tra linguaggi, conoscenza e ragione dalla tarda antichità al basso medioevo" (Università degli Studi di Milano, Università degli Studi di Padova, Università degli Studi di Siena, Università degli Studi di Pavia)
- 1993-1995: coordinatore nazionale del progetto di ricerca su "Teoria della conoscenza e linguaggi speciali, secoli XIII-XV" (Università degli Studi di Milano, Università degli Studi di Padova, Università degli Studi di Pavia)
- 1996-2000: coordinatore nazionale del progetto di ricerca MURST su temi etici del pensiero medievale (Università degli Studi di Milano, Università Cattolica del Sacro Cuore di Milano, Università degli Studi di Pavia, Università degli Studi di Padova e Università degli Studi di Trieste)
- 1999-2000: coordinatore nazionale del progetto di ricerca su "Forme di razionalità dal XIII al XV secolo: analisi di testi filosofici, teologici e scientifici" (Università degli Studi di Milano, Università Cattolica del Sacro Cuore di Milano, Università degli Studi di Padova, Università degli Studi di Pavia, Università degli Studi di Trieste)
- 2001-2002: coordinatore locale del progetto di ricerca MURST "Ragione ed etica nel pensiero e nelle istituzioni tra medioevo ed età moderna: politica, economia e diritto" Ricerca dell'unità locale: "Giustizia, tolleranza, e principi di legittimità nel pensiero etico-politico (sec. XII-XVI)"
- 2003: finanziamento per ricerca FIRST sul tema "Lo statuto e le ragioni della guerra giusta nella riflessione filosofica da Agostino a Gerson"
- 2003: presentazione di un progetto di ricerca MURST sul tema "Potere politico, bene comune e ricchezza privata: teoria e prassi verso la modernità"
- 2004: partecipazione al progetto di ricerca sul tema "Bene comune, bene privato e uso della ricchezza nella riflessione filosofica tardomedievale (secoli XIII-XV)", nell'ambito di un progetto di ricerca nazionale dal titolo "Bene pubblico e ricchezza privata: politica, economia e diritto nella teoria e nella prassi verso la modernità", finanziato dal MIUR e coordinato dal prof. G. Todeschini, dell'Università degli Studi di Trieste. Responsabile dell'unità di ricerca locale: Stefano Simonetta; professori e ricercatori partecipanti all'unità di ricerca locale: Mariateresa Fumagalli Beonio Brocchieri, Massimo Parodi, Massimo Campanini, Gianluca Briguglia, Claudio Fiocchi, Roberta Frigeni, Marco Gallarino et alii

### Progetti di ricerca CNR
- 1982-1984: "Analisi parallela di testi filosofici, giuridici e letterari di a) maestri e predicatori cristiani b) maestri ebrei, glossatori del Talmud nella medesima area storico-geografica: Francia dei secoli XII-XIV"
- 1989-1991: "Il filosofo e il teologo. Autonomia della riflessione filosofica e del discorso teologico nel XIV secolo attraverso le controversie dottrinali e i conflitti politico-culturali"
- 1991-1993: "Commenti medievali (sec. XIII) ad Aristotele, De Anima; antropologia aristotelica, nuove dottrine etiche e gnoseologiche a confronto con la tradizione teologica"
- 1994-1996: "Teologia medievale ed epistemologia"
- 1997-1999: "Le relazioni tra filosofia europea medievale e moderna"

## Opere
- Maria Teresa Fumagalli Beonio Brocchieri e Giulio Guidorizzi, Corpi gloriosi: eroi greci e santi cristiani, collana Storia e società, Laterza, 2012, ISBN 978-88-420-9023-6.
- Eloisa e Abelardo, Laterza 2014, ISBN 978-8858114636
- Federico II. Ragione e fortuna, Roma-Bari, Laterza, 2004
- Il filosofo e la città nel Medioevo, in Atti del convegno "I filosofi e la città", Francavilla al Mare 16-18 novembre 2000, a cura di Carlo Tatasciore, Istituto Italiano per gli Studi Filosofici - Società Filosofica Italiana, Sezione di Francavilla al Mare, La Città del Sole, 2003, pp. 51-66
- AA.VV., John Wyclif: logica, politica, teologia. Atti del Convegno Internazionale - Milano, 12-13 febbraio 1999, a cura di Mariateresa Fumagalli Beonio Brocchieri e Stefano Simonetta, premessa di Mariateresa Fumagalli Beonio Brocchieri, Firenze, SISMEL - Edizioni del Galluzzo, 2003
- Guerra, per i cristiani era il simbolo della Caduta, in Reset 76 (Marzo - Aprile 2003)
- Profilo del pensiero medievale, in collaborazione con Gianluca Briguglia, Roma-Bari, Laterza, 2002
- L'estetica medievale, Bologna, Il Mulino, 2002
- Ma è possibile moderare l'Onnipotente? in Reset 69 (Gennaio - Febbraio 2002)
- Marsilio da Padova, Il difensore della pace, introduzione di Mariateresa Fumagalli Beonio Brocchieri, traduzione e note di Mario Conetti, Claudio Fiocchi, Stefano Radice e Stefano Simonetta, Milano, Biblioteca Universale Rizzoli, 2001
- Il meraviglioso, in Milano. Meraviglie. Miracoli. Misteri, a cura di Roberta Cordani, Milano, Casa Editrice Libreria Internazionale Partipilo, 2001, pp. 6-7
- Tre storie gotiche. Idee e uomini del Medioevo, Bologna, Il Mulino, 2000
- Il pensiero politico medievale, con la collaborazione di Mario Conetti e Stefano Simonetta, Roma-Bari, Laterza, 2000
- Ildegarda di Bingen. Invito alla lettura di Mariateresa Fumagalli Beonio Brocchieri, traduzione dei brani di Claudio Fiocchi, Cinisello Balsamo (Milano), San Paolo, 2000
- Potentia absoluta - potentia ordinata: une longue histoire au moyen-âge, in Potentia Dei. L'onnipotenza divina nel pensiero dei secoli XVI e XVII, a cura di Guido Canziani, Miguel A. Granda, Yves Charles Zarka, Milano, Franco Angeli, 2000, pp. 13-23
- Pico della Mirandola, Casale Monferrato, Piemme, 1999
- Le due chiese. Progetti di riforma politico-religiosa nei secoli XII-XV, a cura di Mariateresa Fumagalli Beonio Brocchieri, Milano, Unicopli, 1998 (Introduzione alle pp. 9-78)
- Riccardo da Bury, Philobiblon, o l'amore per i libri, introduzione di Mariateresa Fumagalli Beonio Brocchieri, traduzione e note di Riccardo Fedriga, Milano, Rizzoli, 1998
- Guglielmo d'Ockham, La spada e lo scettro. Due scritti politici, introduzione di Mariateresa Fumagalli Beonio Brocchieri; traduzione, note e schede di Stefano Simonetta, Milano, Biblioteca Universale Rizzoli, 1997
- Numero monografico della Rivista di Storia della Filosofia sul pensiero politico medievale a cura di Mariateresa Fumagalli Beonio Brocchieri, Nuova serie, 52 (1997 - I), Milano, Franco Angeli
- Premessa. Venti generazioni fa, in Rivista di Storia della Filosofia - Nuova serie, 52 (1997 - I), Milano, Franco Angeli, pp. 7-15
- Lettere di Abelardo e Eloisa, a cura di Mariateresa Fumagalli Beonio Brocchieri (con introduzione della curatrice), trad. di Cecilia Scerbanenco, Milano, Rizzoli, 1996
- Platone e Aristotele nel Medioevo, in Aristotelismo e Platonismo nella cultura del Medioevo, a cura di Arianna Arisi Rota e Massimiliano De Conca, Pavia, Collegio Ghislieri, Ibis, 1996, pp. 33-43
- Genoveffa e il drago. L'avventura di una donna medievale, in collaborazione con Cecilia Scerbanenco, Roma-Bari, Laterza, 1995
- Sant'Agostino, La felicità. La libertà, introduzione di Mariateresa Fumagalli Beonio Brocchieri, traduzione e note di Riccardo Fedriga e Sara Puggioni, Milano, Rizzoli, 1995 (riedizioni 1997 e 2001)
- L'amore passione assoluta, in Storia delle passioni, a cura di Silvia Vegetti Finzi, Roma-Bari, Laterza, 1995 (nuova edizione 2000, pp. 75-100)
- The feminine mind in medieval mysticism, in Creative women in medieval and early modern Italy, a cura di E. Ann Matter e John Coakley, University of Pennsylvania Press, 1995
- Logica e linguaggio nel Medioevo, a cura di Riccardo Fedriga e Sara Puggioni; con una premessa di Mariateresa Fumagalli Beonio Brocchieri, Milano, LED, 1993
- L'età filosofica di Matteo d'Acquasparta, in Matteo d'Acquasparta, francescano, filosofo, politico. Atti del XXIX Convegno storico internazionale. Todi, 11-14 ottobre 1992, Centro Italiano di Studi sull'Alto Medioevo, Spoleto 1993, pp. 1-17 (discorso inaugurale)
- Anselmo d'Aosta: logica e dottrina, Numero monografico della Rivista di Storia della Filosofia a cura di Mariateresa Fumagalli Beonio Brocchieri, Nuova serie, XLVIII (1993 - III), Milano, Franco Angeli
- Anselmo d'Aosta: logica e dottrina. Premessa, in Rivista di Storia della Filosofia - Nuova serie, XLVIII (1993 - III), Milano, Franco Angeli, pp. 453-455
- In una aria diversa. La sapienza di Ildegarda di Bingen, Milano, Mondadori, 1992
- Pietro Abelardo, Dialogo tra un filosofo, un giudeo e un cristiano, introduzione di Mariateresa Fumagalli Beonio Brocchieri, traduzione e note di Cristina Trovò, Milano, Rizzoli, 1992
- Le enciclopedie, in Lo spazio letterario del Medioevo, Roma, 1992, I. Il Medioevo latino, Vol. I. La produzione del testo, tomo II, pp. 635-657
- L'università: le idee, in Antiche università d'Europa. Storia e personaggi degli atenei nel Medio Evo, a cura di Franco Cardini e Mariateresa Fumagalli Beonio Brocchieri, Milano, G. Mondadori, 1991, pp. 10-27
- Luca Bianchi, Eugenio Randi, Le verità dissonanti: Aristotele alla fine del Medioevo, prefazione di Mariateresa Fumagalli Beonio Brocchieri, Roma-Bari, Laterza, 1990
- Ricordo di Eugenio Randi 1957-1990, in Rivista di Storia della Filosofia - Nuova serie, XLV (1990 - IV), Milano, Franco Angeli, pp. 825-826
- Storia della filosofia medievale. Da Boezio a Wyclif, con Massimo Parodi, Roma-Bari, Laterza, 1989 (terza edizione 1996, quarta edizione 2002)
- Eloisa, l'intellettuale, in F. Bertini, F. Cardini, C. Leonardi, Mt. Fumagalli Beonio Brocchieri, Medioevo al femminile, Roma-Bari, Laterza, 1989 (terza edizione nella collana "Storia e società" 1992; prima edizione nella collana "Economica Laterza" 1996; terza edizione nella collana "Economica Laterza" 2001, pp. 121-144)
- Ildegarda, la profetessa, in F. Bertini, F. Cardini, C. Leonardi, Mt. Fumagalli Beonio Brocchieri, Medioevo al femminile, Roma-Bari, Laterza, 1989 (terza edizione nella collana "Storia e società" 1992; prima edizione nella collana "Economica Laterza" 1996; terza edizione nella collana "Economica Laterza" 2001, pp. 145-169)
- Le bugie di Isotta. Immagini della mente medievale, Roma-Bari, Laterza, 1987 (seconda edizione 2002)
- L'intellettuale, in L'uomo medievale, a cura di Jacques Le Goff, Roma-Bari, Laterza, 1987, (riedizione nella collana "Economica Laterza", Roma-Bari 1993, pp. 203-233), poi in Mariateresa Fumagalli Beonio Brocchieri - Eugenio Garin, L'intellettuale tra Medioevo e Rinascimento, Roma-Bari, Laterza, 1994
- Il pensiero di John Wyclif nel quadro della filosofia del suo secolo, in AA.VV., John Wiclif e la tradizione degli studi biblici in Inghilterra, Genova 1987, pp. 45-59
- Peter Dronke, Donne e cultura nel Medioevo: scrittrici medievali dal II al XIV secolo, prefazione di Mariateresa Fumagalli Beonio Brocchieri, traduzione di Eugenio Randi, Milano, Il saggiatore, 1986
- Sopra la volta del mondo. Onnipotenza e potenza assoluta di Dio tra Medioevo e età moderna, a cura di Mariateresa Beonio Brocchieri, Bergamo, Lubrina, 1986
- Piú cose in cielo e in terra, in AA.VV., Sopra la volta del mondo. Onnipotenza e potenza assoluta di Dio tra Medioevo e età moderna, a cura di Mariateresa Beonio Brocchieri, Bergamo, Lubrina (collana Quodlibet), 1986, pp. 17-31
- Momenti e modelli nella storia dell'enciclopedia. Il mondo musulmano, ebraico e latino a confronto sul tema dell'organizzazione del sapere, Numero monografico della Rivista di Storia della Filosofia a cura di Mariateresa Fumagalli Beonio Brocchieri, Nuova serie, XL (1985 - I), Milano, Franco Angeli
- Momenti e modelli nella storia dell'enciclopedia. Il mondo musulmano, ebraico e latino a confronto sul tema dell'organizzazione del sapere. Premessa, in Rivista di Storia della Filosofia - Nuova serie, XL (1985 - I), Milano, Franco Angeli, pp. 3-6
- Due enciclopedie dell'Occidente medievale: Alessandro Neckam e Bartolomeo Anglico, con Massimo Parodi, in Rivista di Storia della Filosofia - Nuova serie, XL (1985 - I), Milano, Franco Angeli, pp. 51-90
- Giovanni di Salisbury, Policraticus. L'uomo di governo nel pensiero medievale, presentazione di Mariateresa Fumagalli Beonio Brocchieri, introduzione di Luca Bianchi, traduzione di L. Bianchi e P. Feltrin, Milano, Jaca Book, 1984
- Il gentile uomo innamorato. Note sul "De amore", in AA.VV., La storia della filosofia come sapere critico. Studi offerti a Mario Dal Pra, Milano, Franco Angeli, 1984, pp. 36-51
- Eloisa e Abelardo: parole al posto di cose, Milano, A. Mondadori, 1984
- Inos Biffi, Costante Marabelli, Invito al Medioevo, conversazioni con Mariateresa Beonio Brocchieri e altri, Milano, Jaca Book, 1982
- Le enciclopedie dell'occidente medioevale, Torino, Loescher, 1981
- Perché il Medioevo? Il Medioevo nei romanzi contemporanei, in Quaderni medievali, 12 (1981), p. 174-178
- Marsilio e Wyclif: analogie?, in «Medioevo», 6 (1980), pp. 569-575
- Numero monografico della Rivista critica di Storia della Filosofia sul pensiero di Abelardo a cura di Mariateresa Fumagalli Beonio Brocchieri, XXXIV (1979 - IV), Milano, Franco Angeli
- Sull'unità dell'opera abelardiana, in Rivista critica di Storia della Filosofia, XXXIV (1979 - IV), Milano, Franco Angeli, pp. 429-438
- La Chiesa invisibile: riforme politico-religiose nel basso Medioevo, a cura di Mariateresa Fumagalli Beonio Brocchieri, Milano, Feltrinelli, 1978
- Wyclif: il comunismo dei predestinati, Firenze, Sansoni, 1975
- Dalla "Sacra Doctrina" alla "Theologia": Pietro Abelardo (cap. X, pp. 201-235), Filosofia della natura e fede: le scuole di Chartres e di S. Vittore (cap. XI, pp. 237-257), Giovanni di Salisbury, Alano di Lilla e Nicola di Amiens (cap. XII, pp. 259-271), in Storia della filosofia, diretta da Mario Dal Pra, vol. quinto ("La filosofia medievale. dal sec. VI al sec. XII"), Milano, Casa Editrice Dr. Francesco Vallardi - Società Editrice Libraria, 1975-1976
- Ratio, sensus e auctoritas nelle opere di Adelardo di Bath, in Pierre Abélard et Pierre le Vénérable. Les courants philosophiques, littéraires et artistiques en occident au milieu du XIIe siècle, a cura di René Louis, Jean Jolivet e Jean Châtillon (Abbaye de Cluny, 2 au 9 juillet 1972. Actes et mémoires des colloques internationaux du Centre National de la Recherche Scientifique 546), Paris 1975, pp. 631-638, discussione pp.639-640
- Introduzione a Abelardo, Roma-Bari, Laterza, 1974 (seconda edizione 1988, terza edizione 2000)
- La relation entre logique, physique et theologie, in Peter Abelard. Proceedings of the International Conference, Louvain, 10-12 maggio 1972, a cura di E.M. Buytaert, Leuven The Hague 1974, pp. 153-162
- Étienne Gilson, La filosofia nel Medioevo. Dalle origini patristiche alla fine del XIV secolo, traduzione di Maria Assunta del Torre, aggiornamento bibliografico di Mariateresa Fumagalli Beonio Brocchieri, Firenze, La Nuova Italia, 1973
- Durando di S. Porziano. Elementi filosofici della terza redazione del "Commento alle Sentenze", Firenze, La nuova Italia, 1969
- Note per una indagine del concetto di retorica in Abelardo, in AA.VV., Arts liberaux et philosophie au Moyen Age, Montréal-Paris 1969, pp. 829-832;
- La logica di Abelardo, Firenze, La nuova Italia, 1964 (seconda edizione 1969)
- Note sulla logica di Abelardo. V. L'«Argumentatio», in Rivista critica di Storia della Filosofia, XVIII (1963 - II), Milano, Franco Angeli, pp. 131-146
- Note sulla logica di Abelardo. IV. Il significato della «propositio», in Rivista critica di Storia della Filosofia, XV (1960 - I), Milano, Franco Angeli, pp. 14-21
- Note sulla logica di Abelardo. III. Il significato dei nomi universali, in Rivista critica di Storia della Filosofia, XIV (1959 - I), Milano, Franco Angeli, pp. 3-27
- Note sulla logica di Abelardo. II. Il problema del significato, in Rivista critica di Storia della Filosofia, XIII (1958 - III), Milano, Franco Angeli, pp. 280-290
- Note sulla logica di Abelardo. I. La concezione abelardiana della logica, in Rivista critica di Storia della Filosofia, XIII (1958 - I), Milano, Franco Angeli, pp. 12-26